# Історико-краєзнавчий музей імені В. О. Деркача

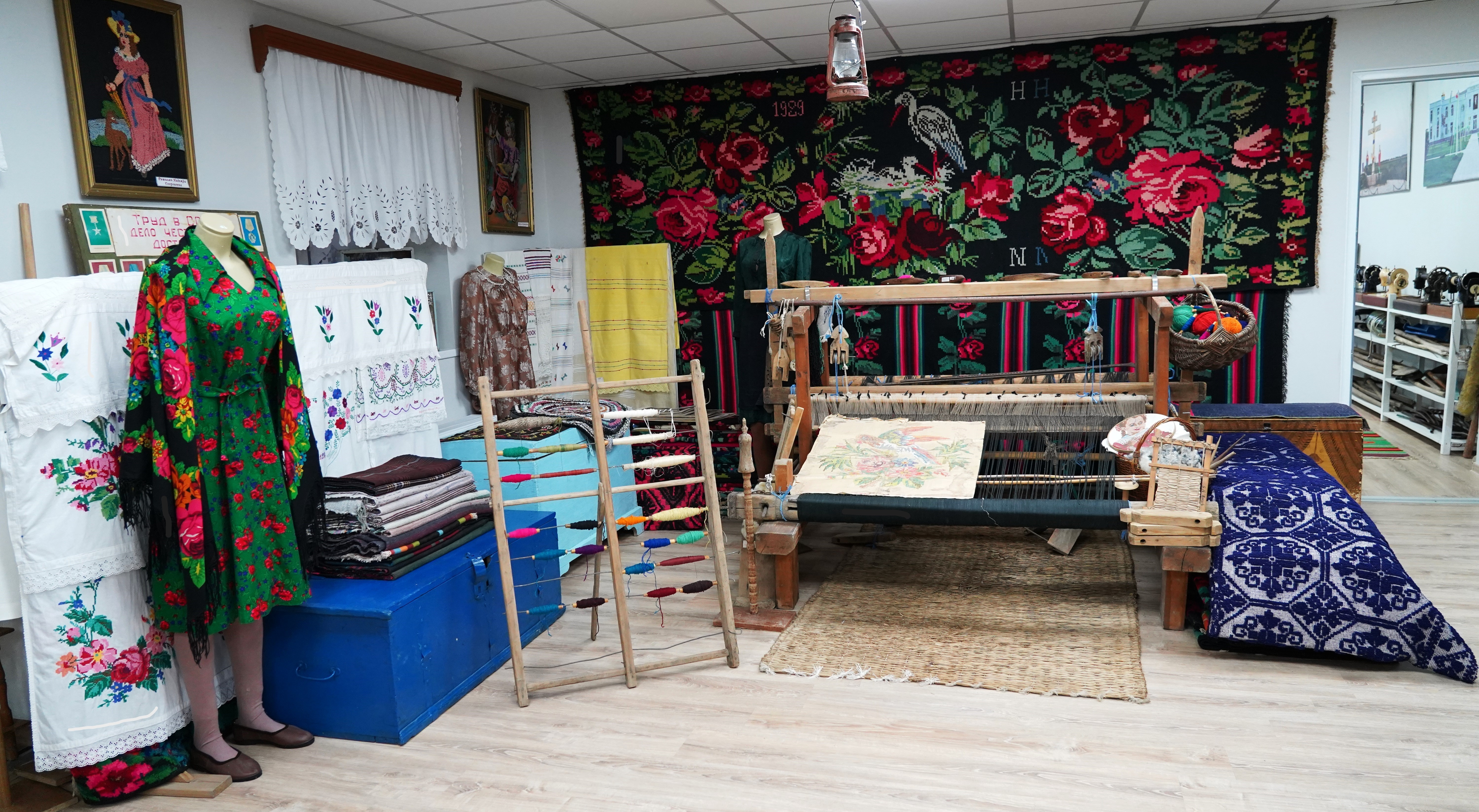
музей

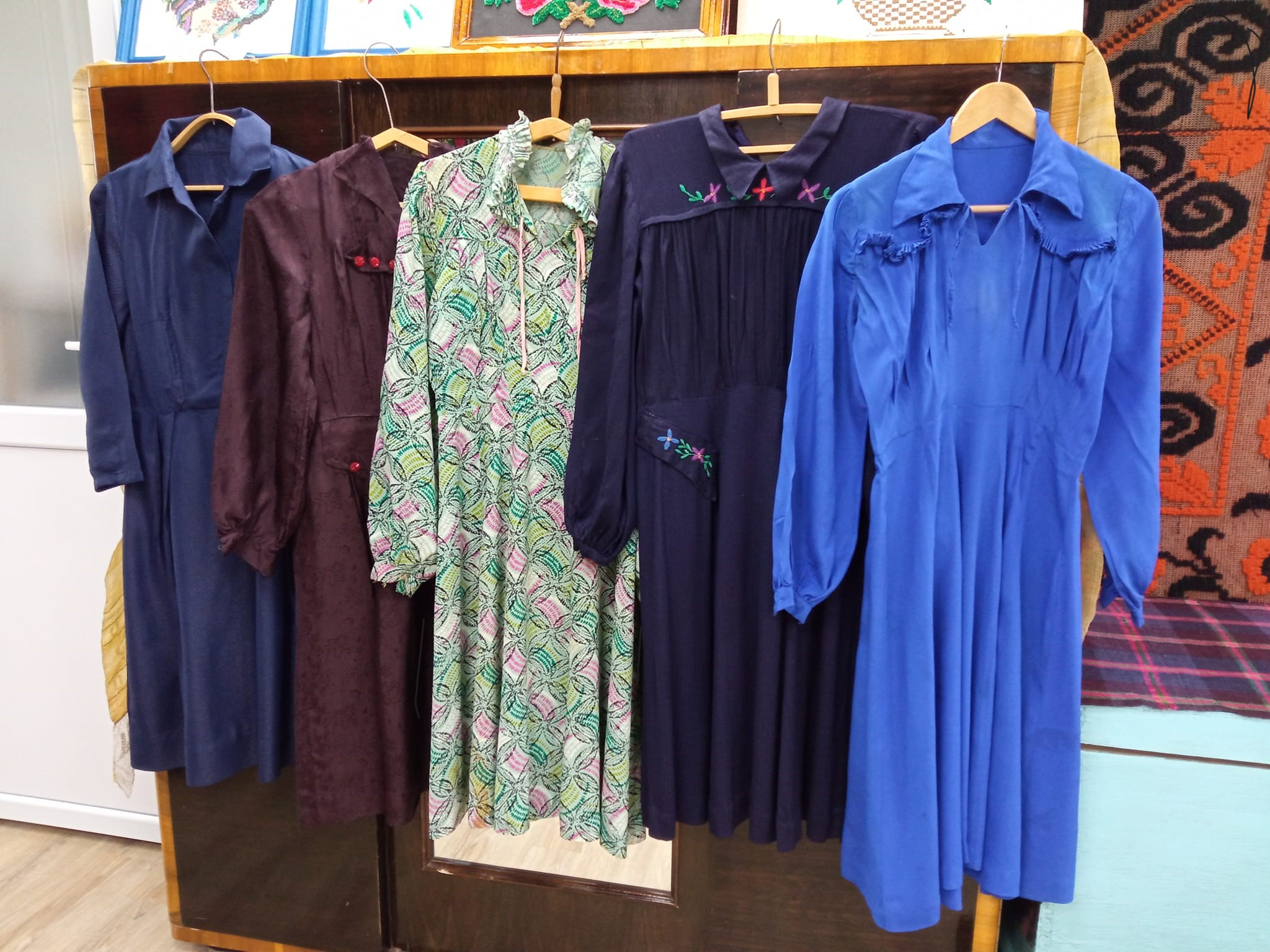
сукнi

Історико-краєзнавчий музей імені В. О. Деркача — державний музейний заклад, розташований у селі Чишмікіой, АТО Гагаузія, Республіки Молдова. Офіційна дата відкриття — 5 травня 1999 року на честь засновника В. А. Деркача. Предметом діяльності музею є збирання, вивчення, зберігання, популяризація та експонування предметів матеріальної та духовної культури гагаузького народу. Історико-краєзнавчий музей ім. В. О. Деркача розташований у центрі села, у будівлі Будинку Культури, на другому поверсі. Музей має 5 залів, загальна квадратура становить 92 м2. На початок 2023 року музейний фонд складає 2200 експонатів.

## Історія
Перша згадка про існування історико-краєзнавчого музею імені В. О. Деркача села Чишмікіой відноситься до 1988 року, він був заснований на базі шкільного музею в середній школі (нині — Публічна установа Теоретичний ліцей села Чишмікіой). Заснувати музей запропонував Г. Ст. Шорніков — вчитель історії середньої школи в 1964 році, цю ініціативу продовжив Деркач В. Ол., який і є засновником музею. У шкільному музеї були відділи: предмети минулого (з відділами: далека давнина, предмети побуту, домотканий одяг та взуття XIX століття, предмети, виготовлені кустарним способом — arman tași, düven, керамічні прикраси XIX століття — відлиті моніста, браслети з орнаментами, монети);
- село у наші дні;
- наша школа у минулому і тепер;
- найкращі люди нашого села.

Офіційна дата відкриття музею — 5 травня 1999 року, за сприяння завідувача відділу культури Вулканештського району Камбур Дмитром Андрійовичем, коли експонати перенесли до місцевого Будинку Культури. Музейна установа почала функціонувати з 5 листопада 1999 року. У музеї зібрали та виставили 502 експонати. Директором була призначена Ришилян Надія Георгіївна (1999 до квітня 2022 року). Доглядачами музею в різні роки працювали Касап Олена Семенівна, Касап Іванна Дмитрівна, Боєва Лідія Георгіївна.
У 2018 році проведено капітальний ремонт Будинку культури, зокрема й музею.
У 2022 році керівником музею призначено Наталію Степанівну Мутаф.

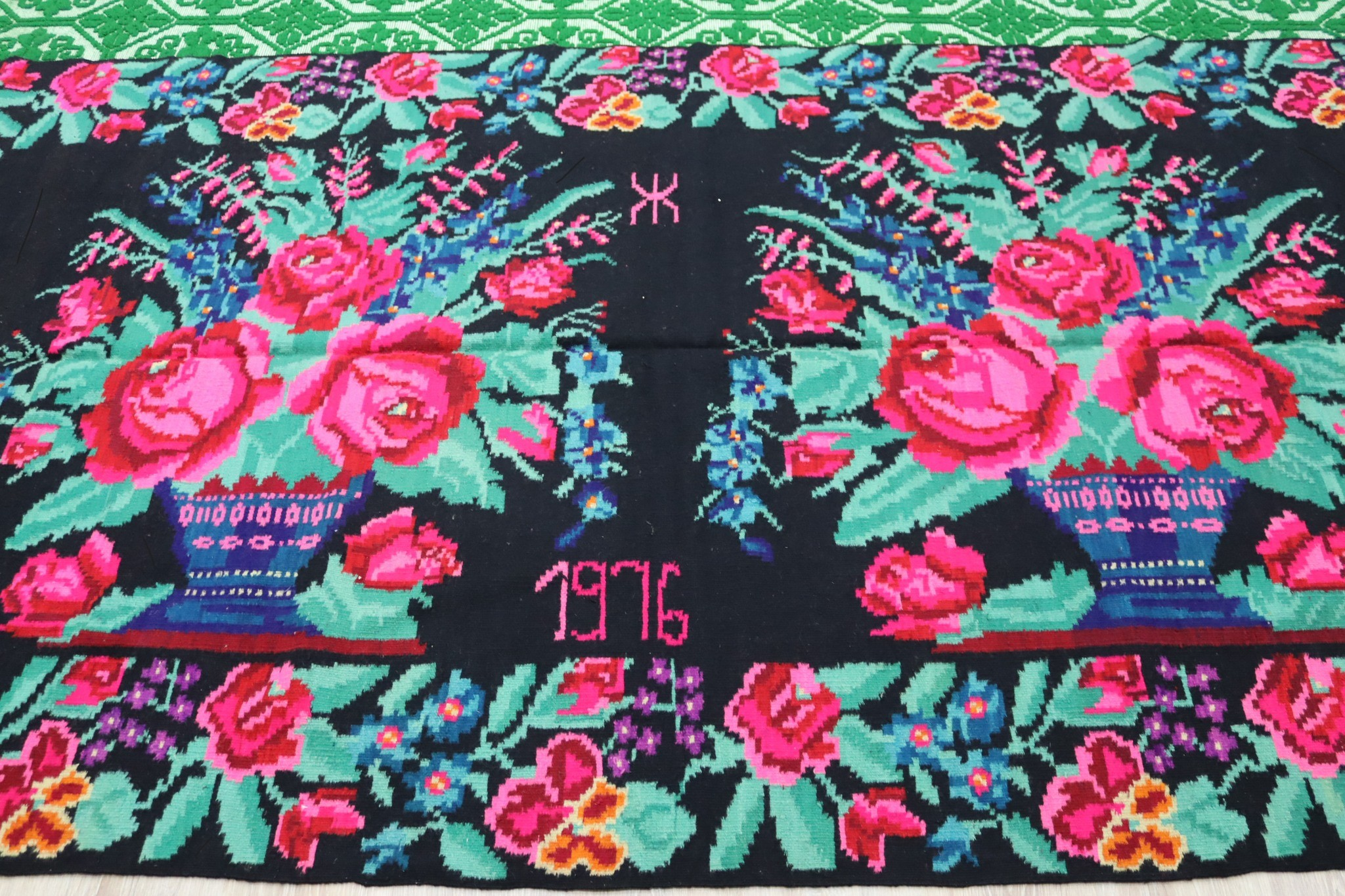
килим

## Колекції
Експонати та колекції історико-краєзнавчого музею імені В. А. Деркача села Чишмікіа розташовуються у 5 виставкових залах. На початок 2023 року музейний фонд становив понад 2200 експонатів і він постійно поповнюється.
У фонді музею зберігаються такі колекції:
- археологічна
- образотворчого мистецтва
- іконопису
- кераміки, порцеляни та скла
- друкарстварушники
- народного мистецтва
- народного одягу
- нумізматична
- зброї
- письмових джерел
- прикладного мистецтва
- фотодокументальних джерел
- етнографії

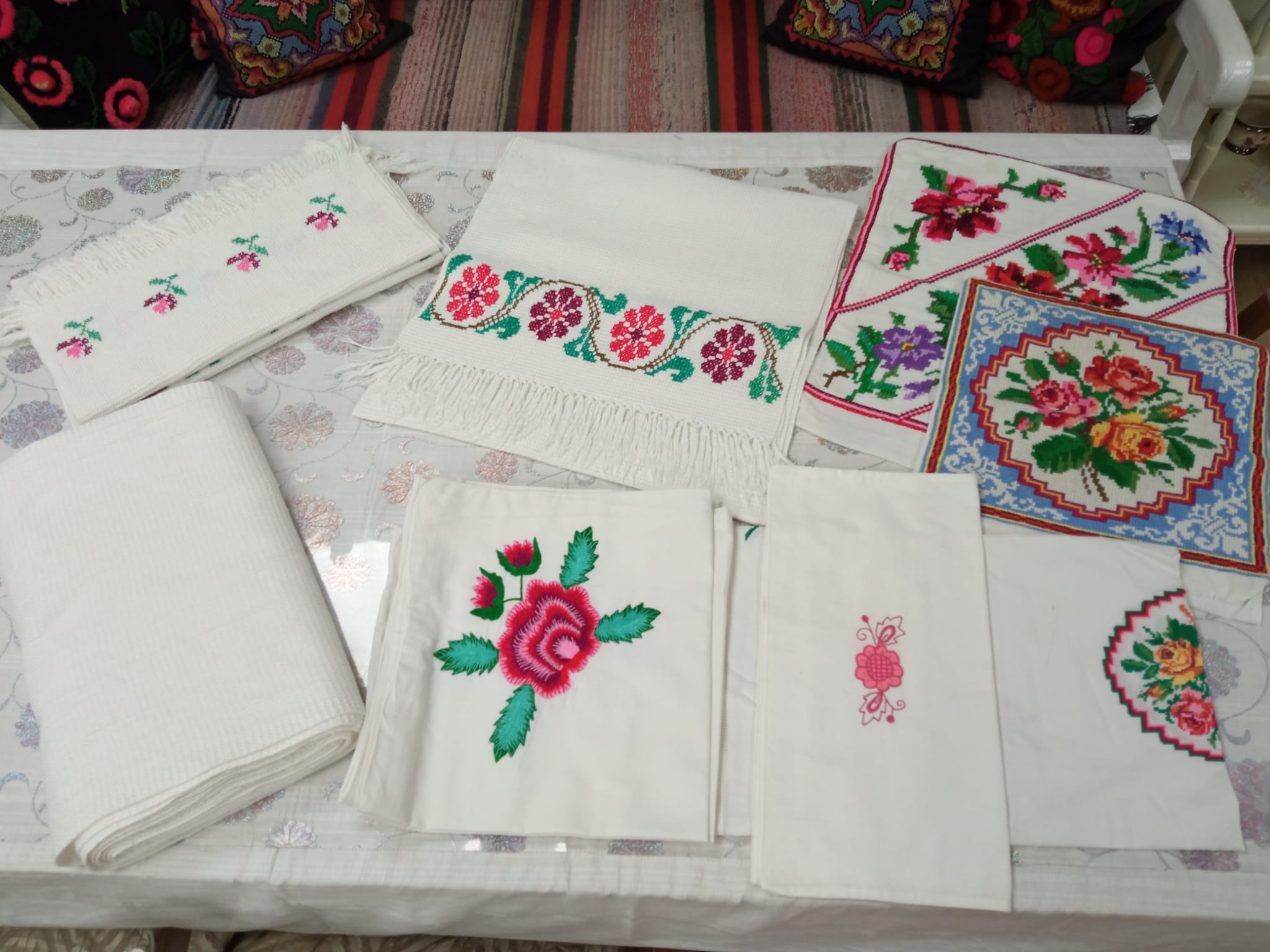
рушники

До основного фонду музею входять: пам'ятні предмети, документи та фотографії з життя відомих людей села, предмети, пов'язані з подіями національного та міжнародного значення, предмети старовини гагаузів (килими, національний одяг, рушники, старовинні скрині, вишивки у межах).
У музеї зібрано велику колекцію національних гагаузьких килимів ручної роботи з натуральних матеріалів з різними орнаментами, що складається з понад 100 килимів. Найцінніші з них це килим 1913 року та килим 1928 року.
На стінах Залу № 1 вивішено понад 180 вишивок у рамках, більшість з яких старше 1953 року.
Колекція домотканих рушників і рушників з вишитим або тканинним візерунком складається з понад 60 експонатів.
Експозиція старовинних скринь складається приблизно з 50 скринь, у які наречені села Чишмікіой збирали своє придане.
Експозиція колекції ретро-суконь складається з весільних суконь, моделі повсякденного одягу, які носили жінки села Чишмікіой. У колекції налічується 28 суконь, а найстаріша — 1934 року.
Музейний фонд 2022 року поповнився новою колекцією старовинних швейних машинок. У колекції 20 машинок, з яких 11 маленьких настільних і 8 великих. Найстаріша з них — 1930 року.

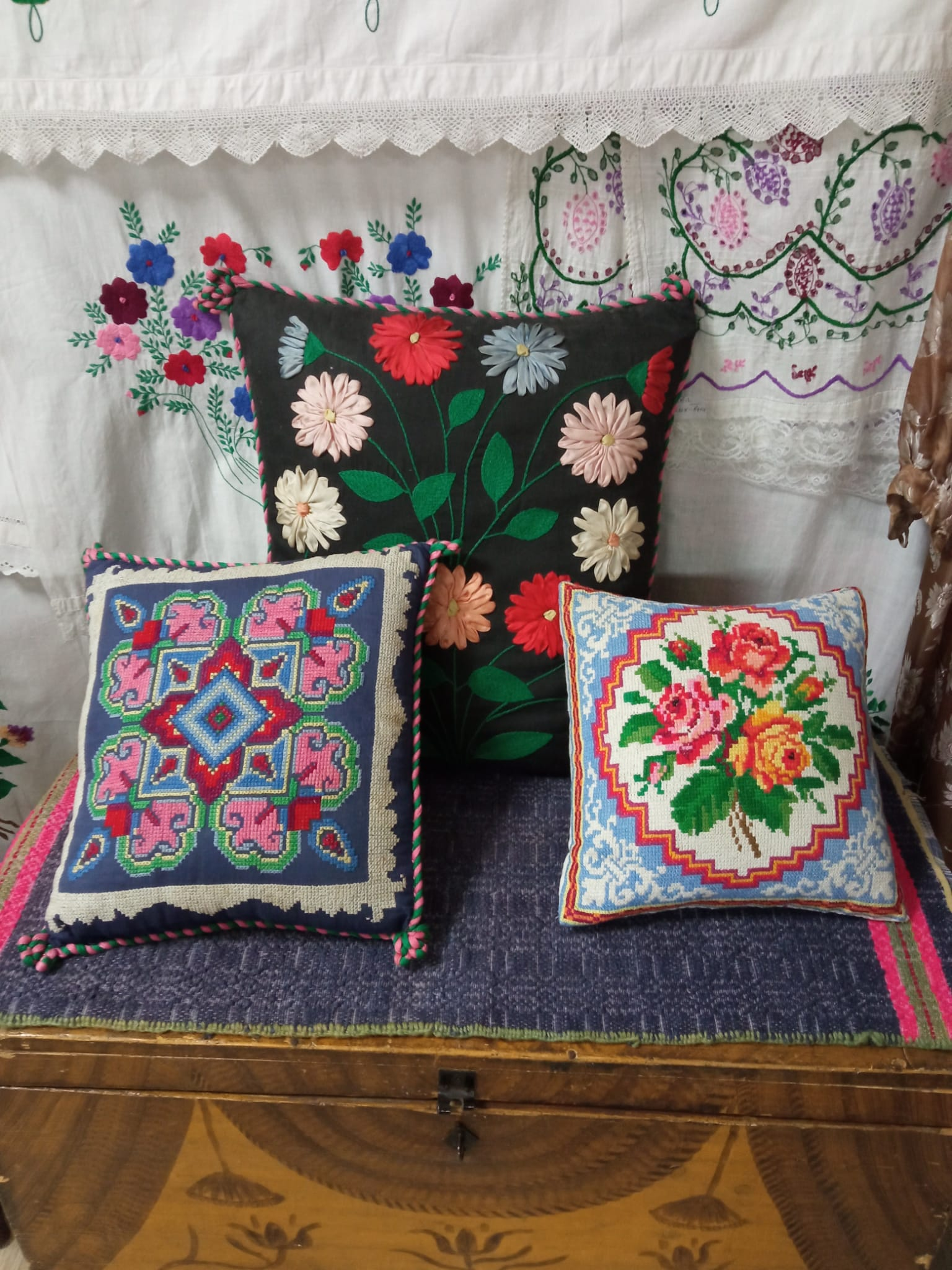
подушки

## Діяльність
Предметом діяльності історико-краєзнавчого музею імені В. О. Деркача є збирання, зберігання, популяризація та експонування колекції культурних цінностей гагаузького народу. Головне завдання закладу — створити достовірну картину історії села, зберегти історію рідного краю.
Просвітницька та науково-дослідна діяльність розкривають культуру та значущість гагаузького народу. У музеї регулярно проводяться заходи, презентації та виставки, а також організовуються зустрічі з різними людьми. Колектив музею активно співпрацює з усіма закладами культури та освіти села та проводить роботу щодо збереження пам'яті про своїх земляків.
Матеріали оформляються на стендах, зібрані до альбомів, папок. У музеї проводяться екскурсії для учнів та гостей ліцею на теми: «Історія рідного краю», «Історія створення музею», «Історія села Чишмікіой», «Минуле нашого села».
Експонати музею надаються на різні виставки районного та регіонального масштабу до таких свят як: Hederlez (День св. Георгія), Kasım (Дмитрій день), Фестиваль килима, Фестиваль вина, Фестиваль національного одягу, а на рівні села — на відкриті уроки та заняття.
У музеї проводиться дослідницька робота. У співпраці з Науково-дослідним центром ім. М. Маруневич у 2018—2019 роках проводилося дослідження архітектурних об'єктів села. М. Маруневич у 2018—2019 роках проводилося дослідження архітектурних об'єктів села, які увійшли при упорядкуванні до книги під назвою «Архітектура традиційного житла гагаузів наприкінці XVIII — початку XXI ст.».
У період 2019—2023 років працівниками спільно з учнями ліцею були досліджені такі теми робіт: Ekmek dünna temeli, Gagauz halk kilimneri, Моє рідне село — Чишмікіой та інші.
У музеї проводяться майстер-класи:
- з приготування традиційної гагаузької випічки;
- з виготовлення бочки, табуретки;
- з пошиття традиційного гагаузького одягу;
- з пошиття шкіряних постолів «çarık».

## Відвідування музею
На 2023 рік музей є найпопулярнішим серед музеїв Гагаузії. Щороку музей відвідують близько 2000 осіб. У музеї регулярно проводять екскурсії для жителів села та гостей, туристів з інших країн. Музей приймає гостей із Туреччини, Росії, Болгарії, України, Ізраїлю, США, Румунії, Норвегії, Англії, Азербайджану, Італії, Іспанії, Франції, Данії.

## Засновник музею
Деркач Василь Олексійович, 1927 року народження — учитель історії та суспільствознавства. Василь Олексійович працював начальником машинно-тракторної станції, директором середньої школи села Чишмикіой і головою колгоспу. Під його керівництвом було зібрано перші експонати. День у день колекція музею збільшувалася, завдяки старанням селян.